# Sabine Fehlemann
 Sabine Fehlemann (geb. Storck, zeitweilig Kimpel; * 3. März 1941 in Gießen; † 6. Februar 2008 in Dortmund) war eine deutsche Kunsthistorikerin. Von 1985 bis 2006 war sie Direktorin des Von der Heydt-Museums in Wuppertal.

## Leben
Sabine Storck wurde als viertes Kind des Gießener Professors für Orthopädie Hans Storck und dessen Ehefrau Elisabeth geboren. Sie war eine Schwester des Cellisten Klaus Storck.
Von 1963 bis 1967 studierte sie an der Universität zu Köln und an der Universität München Kunstgeschichte, Philosophie, Romanistik, Archäologie und Musikwissenschaft. Ein Stipendium ermöglichte ihr einen Studienaufenthalt an der Pariser Sorbonne. 1974 wurde sie in München mit einer Arbeit über den Maler und Architekten Anton Hallmann promoviert.
Nach einem Volontariat in der Nationalgalerie Berlin holte sie Johannes Cladders 1977 als wissenschaftliche Mitarbeiterin und Kustodin an das Städtische Museum Abteiberg nach Mönchengladbach, wo sie sich für den Neubau des Hauses durch Hans Hollein einsetzte und zahlreiche Ausstellungen vor allem zeitgenössischer Künstler wie Sigmar Polke oder Imi Knoebel realisierte.
1984 wurde sie als Direktorin des Von der Heydt-Museums nach Wuppertal berufen. Hier bewältigte sie ihre erste große Aufgabe beim Umbau des Museums von 1986 bis 1989. Sie prägte die Neustrukturierung der Räume und schickte die große Sammlung des Museums auf Weltreise, was immens zur Bekanntheit des Hauses beitrug. Darüber hinaus setzte sie 232 Wechselausstellungen um, die aufgrund ihrer zum Teil einzigartigen Zusammenstellungen auch internationales Interesse fanden, so etwa Retrospektiven von Max Slevogt, Egon Schiele, Max Liebermann, Wassily Kandinsky, Ilja Jefimowitsch Repin oder Otto Mueller.
Umstritten war Fehlemanns Haltung zur Rückgabe von Raubkunst der Nationalsozialisten durch den Rat der Stadt Wuppertal im Jahre 2003. Letztlich konnten die Bilder erst 2005 an ihre rechtmäßigen Eigentümer zurückgegeben werden.
Sabine Fehlemann war Mitglied im Kuratorium Kultur der Dr. Werner Jackstädt-Stiftung (Wuppertal).
Zum 1. April 2006 übergab Fehlemann die Museumsleitung an Gerhard Finckh und ging in den Ruhestand. 2008 verstarb Sabine Fehlemann nach schwerer Krankheit.
Ihr schriftlicher Nachlass befindet sich im Deutschen Kunstarchiv im Germanischen Nationalmuseum in Nürnberg.

## Veröffentlichungen
- Der Maler-Architekt Anton Hallmann (1812–1845). Leben und Werk mit einem Oeuvre-Verzeichnis. Dissertation. München 1974
- Walter-Kaesbach-Stiftung. 1922–1937. Die Geschichte einer expressionistischen Sammlung in Mönchengladbach. Stadtarchiv, Mönchengladbach 1978
- mit Hans Günter Wachtmann (Hrsg.): Aus Privatbesitz für Wuppertal. Von-der-Heydt-Museum Wuppertal, 25. Oktober 1986 bis 11. Januar 1987. Von-der-Heydt-Museum, Wuppertal 1986, ISBN 3-89202-003-5; erweiterte Neuauflage: Deutsche Kunst der Gegenwart aus Privatbesitz im Von-der-Heydt-Museum Wuppertal. ebd. 1989, ISBN 3-89202-008-6
- Von-der-Heydt-Museum Wuppertal. zur Geschichte von Haus und Sammlung. Edition Stadtbaukunst, Berlin/Hamburg 1990, ISBN 3-927469-06-8
- Hann Trier. Monographie und Werkverzeichnis. Wienand, Köln 1990, ISBN 3-87909-219-2
- (Hrsg.): Ursula. Retrospektive. Werke 1951–1992. Von-der-Heydt-Museum, Wuppertal 1992, ISBN 3-7774-6040-0
- mit Werner Schäfke (Hrsg.): Hubert Berke. Masken im Sumpf. Kölnisches Stadtmuseum, Köln 1992, ISBN 3-927396-47-8
- (Hrsg.): Susanne Kessler. Werke 1984–1994. Von-der-Heydt-Museum, Wuppertal 1994, ISBN 3-89202-024-8
- (Hrsg.): Carl Grossberg. Retrospektive zum 100. Geburtstag. DuMont, Köln 1994, ISBN 3-7701-3366-8
- mit Wil Sensen: Wil Sensen, Partituren, Zeichnungen und Aquarelle 1978–1994. Von-der-Heydt-Museum, Wuppertal 1995, ISBN 3-89202-028-0
- (Hrsg.): Frank Dornseif. Plastiken. 17. November 1995 bis 21. Januar 1996, Von-der-Heydt-Museum Wuppertal. Von-der-Heydt-Museum, Wuppertal 1995, ISBN 3-89202-029-9
- (Hrsg.):  „Brücke“ und „Blauer Reiter“ in der graphischen Sammlung des Von-der-Heydt-Museums. Zeichnungen, Aquarelle, Pastelle und Druckgraphik von Ernst Ludwig Kirchner, Karl Schmidt-Rottluff, Erich Heckel, Max Pechstein, Otto Mueller, Emil Nolde, Wassily Kandinsky, Franz Marc, August Macke, Paul Klee, Heinrich Campendonk, Alfred Kubin, Else Lasker-Schüler. Von-der-Heydt-Museum, Wuppertal 1996, ISBN 3-89202-030-2
- (Hrsg.): Pioniere der Moderne. Kabinettstücke aus der Schenkung von der Heydt. Aquarelle, Pastelle, Handzeichnungen. Kunst- und Museumsverein, Wuppertal 1997, ISBN 3-89202-032-9
- mit Jutta Penndorf (Hrsg.): Conrad Felixmüller, die Dresdner Jahre. Aquarelle und Zeichnungen 1912–1933. Wienand, Köln 1997, ISBN 3-87909-546-9
- (Hrsg.): Winfred Gaul, Ohne rechten Winkel. Malerei 1964–1989. Von-der-Heydt-Museum Wuppertal, 6. September bis 18. Oktober 1998. Von-der-Heydt-Museum, Wuppertal 1998, ISBN 3-89202-036-1
- (Hrsg.): Tony Cragg. Atelier: Wuppertal. Plastiken und Zeichnungen der 90er Jahre. Von-der-Heydt-Museum, Wuppertal 1999, ISBN 3-89202-038-8
- (Hrsg.): Alfred Leithäuser. 1898–1979. Von-der-Heydt-Museum, Wuppertal 1999, ISBN 3-89202-037-X
- (Hrsg.): Von-der-Heydt-Museum Wuppertal, Skulpturensammlung. Überarbeitet und ergänzte Neuauflage. Von-der-Heydt-Museum, Wuppertal 2000, ISBN 3-89202-040-X
- (Hrsg.): Adolf Erbslöh (1881–1947). Vom Expressionismus zum neuen Naturgefühl. Von-der-Heydt-Museum, Wuppertal 2000, ISBN 3-89202-041-8
- (Hrsg.): Holger Mühlenbeck. Illusionen, Fotografien. Von-der-Heydt-Museum, Wuppertal 2000, ISBN 3-89202-044-2
- mit Rainer Stamm (Hrsg.): Die von der Heydts. Bankiers, Christen und Mäzene. Müller und Busmann, Wuppertal 2001, ISBN 3-928766-49-X
- (Hrsg.): Sammlung Rosenkranz. Von-der-Heydt-Museum, Wuppertal 2002, ISBN 3-89202-046-9
- (Hrsg.): Max Beckmann (1884–1950). Lithographien, Kaltnadelradierungen, Holzschnitte, Einzelblätter und Mappenwerke. Aus der graphischen Sammlung des Von-der-Heydt-Museums. Von-der-Heydt-Museum, Wuppertal 2002, ISBN 3-89202-048-5
- (Hrsg.): Asien, Afrika, Amerika und Ozeanien. Eduard von der Heydt als Sammler aussereuropäischer Kunst. Katalog zur Ausstellung des Von-der-Heydt-Museums und des Kunst- und Museumsvereins Wuppertal aus den Beständen des Museums Rietberg Zürich, 14. April bis 30. Juni 2002. Von-der-Heydt-Museum, Wuppertal 2002, ISBN 3-89202-047-7
- (Hrsg.): Von Zille bis Aders. Fotosammlung des Von-der-Heydt-Museum. Von-der-Heydt-Museum, Wuppertal 2003, ISBN 3-89202-054-X
- (Hrsg.): Imaginationen. Von Ruysdael bis Manet, Chagall, Kandinsky. Zum 100-jährigen Jubiläum. Von-der-Heydt-Museum Wuppertal, 22. September 2002 bis 12. Januar 2003. Ausstellungskatalog. Von-der-Heydt-Museum, Wuppertal 2003, ISBN 3-89202-049-3
- (Hrsg.): Friederich Werthmann. Skulpturen. Werkverzeichnis 1957–2002. Von-der-Heydt-Museum, Wuppertal 2003, ISBN 3-89202-051-5
- (Hrsg.): Die Sammlung Holze. Schenkung Hildegard und Dr. Jürgen W. Holze. Von-der-Heydt-Museum, Wuppertal 2003, ISBN 3-89202-053-1
- (Hrsg.): Von-der-Heydt-Museum: Die Gemälde des 19. und 20. Jahrhunderts. Wienand, Köln 2003, ISBN 3-87909-799-2
- (Hrsg.): Das irdische Paradies – Sammlung Volmer. Von-der-Heydt-Museum Wuppertal, 1. Juni bis 27. Juli 2003. Ausstellungskatalog. Von-der-Heydt-Museum, Wuppertal 2003, ISBN 3-89202-052-3
- (Hrsg.): Lovis Corinth (1858–1925). Aus der Graphischen Sammlung des Von-der-Heydt-Museums. Von-der-Heydt-Museum, Wuppertal 2004, ISBN 3-89202-058-2
- (Hrsg.): Giorgio Morandi, Natura morta. 1914–1964. Von-der-Heydt-Museum, Wuppertal 2004, ISBN 3-89202-056-6
- (Hrsg.): Max Slevogt – die Berliner Jahre. Wienand, Köln 2005, ISBN 3-87909-862-X
- (Hrsg.): Ilja Repin und seine Malerfreunde. Russland vor der Revolution. Kerber, Bielefeld 2005, ISBN 3-938025-40-9
- (Hrsg.): Hans Thoma (1839–1924), Max Liebermann (1847–1935), Max Slevogt (1868–1932). Aus der Graphischen Sammlung des Von-der-Heydt-Museums. Von-der-Heydt-Museum, Wuppertal 2005, ISBN 3-89202-061-2
- (Hrsg.): Eugen Batz (1905–1986). Zum 100. Geburtstag – Gemälde und Aquarelle. Von-der-Heydt-Museum, Wuppertal 2005, ISBN 3-89202-060-4
- (Hrsg.): Eduard Bargheer (1901–1979). Aquarelle. Von-der-Heydt-Museum, Wuppertal 2005, ISBN 3-89202-059-0
- (Hrsg.): Vergangene Welten. Graphik von Dürer, Callot, Rembrandt bis Richter. Sammlung Lohmann. Wienand, Köln 2006, ISBN 3-87909-888-3